# Мусави, Гюнель
Гюнэль Мусеви (азерб. Günel Musəvi; род. 30 июня 1980, Баку) — азербайджанская эстрадная певица.
1986—1995 годы училась и окончила школу № 46.
В 1996 по 2000 годах получила образование в Центре Науки и Образования в Университете «Тефекур». В этих же годах она играла в лидирующих ролах за команду КВН «Тефекур». В 1998 году команда КВН «Тефекур» приняла участие в чемпионате с другими КВН командами разных Университетов и получила звание Чемпион.
В 1999 году начала работать Диджей — ведущей на Радио 106 ФМ. На протяжении года она вела передачу «Юхудан Ойан» («Проснись») на пару с радио-ведущим Емин Мусави.
Затем уже в 2000 году Гюнэль начала работать на телеканале АВА. Её дебютом на ТВ была первая в стране передача, показывающая Хит-Парад местных исполнителей.
После нескольких месяцев работы над этим проектом, она начала вести новый музыкально-развлекательный проект под названием «100 %», который принес ей головокружительный успех. 2001 году передача «100 %» получила Гранд в номинации самый лучший проект года.
В 2001—2002 годах она продолжила свою деятельность на телеканале Лидер, где она вела утреннею передачу «Тезден Ойан» («Просыпайся с утра»), а также вновь была Диджей — ведущей уже на Радио Лидер 107 ФМ с передачей «Терсине» («Наоборот»).
Ужу через год Гюнэль перешла на телеканал Space по приглашению музыкального директора канала. На Space ТВ она продолжила вести передачу музыкально-развлекательного характера под названием «Черчиве» («Рамка»). Позже в 2004 году она покинула страну и поехала в Америку погостить у брата. Спустя 6 месяцев вернувшись в родной город Баку, Гюнэль 2 года просидела дома без работы. Уже в 2006 по 2008 годах она восстановила свой, когда-то прославленней проект 100 % и вновь взобралась на вершину популярности и славы. В этой передачи ежедневно принимали участия самые популярные звезды Шоу-бизнеса Азербайджана.
Уже в 2008 году Гюнэль закрыла этот проект, и переключилась на передачу «Салам» («Привет») где она простояла всего 5 месяцев. На протяжении многих лет, Гюнэль озвучивала рекламы на радио о телевидении. В течение этих лет, она снималась в клипах знаменитых певцов страны, где режиссёрами были знаменитые клипмейкеры как Агиль М. Гулиев, Эльхан Джафаров, а также Ханлар Агаев.
На протяжении многих лет Гюнэль Мусави активно проявляла в сферах Искусства. Она была не только профессиональной телеведущей, а также актрисой и даже певицей.
Она выпустила свыше 7 синглов, из них 3 песни стали хитами. На песню «Гайтар» она сняла клип режиссёром, которого стал известный клипмейкер Елхан Джафаров.
В 2007 году по заказу Государственного Телевидения Азербайджана был снять сериал «Ойунчу» («Игрок»), где она сыграла одну из ведущих ролей на пару с Народным Артистом Азербайджана Яшар Нуриевым.
В 2009 году Гюнэль вновь покидает страну, переехав в Америку, но на этот раз она решила продолжить своё образование. Она начала учёбу в Университете «Troy» штате Алабама. В 2010 году она перевелась в Metrostate Universitety в штате Миннесота городе Сеинт Пол, где изучает детскую психологию.